# Iscenter Nord
Фредериксхавн хоккейная арена — ледовая арена в городе Фредериксхавне (Дания). Арена является домашним стадионом команды Фредериксхавн Уайт Хокс. Нынешнее название арены — «Нордьюске Банк Арена» (дат. Nordjyske Bank Arena) по имени спонсора Nordjyske Bank A/S.
Предыдущий спонсор арены - Scanel International A/S, соответственно её предыдущее название до 2018 года было Scanel Hockey Arena.

## История
В 1964 году была образована ассоциация Frederikshavn Svømmehal og Isstadion A/S для продвижения строительства и эксплуатации спортивных сооружений в Фредериксхавне. В том же году была создана открытая арена на которой играла местная команда ХК Фредериксхавн. В 1970 году был построен крытый ледовый стадион.
Позднее были построены внутренние посещения, также проводился глобальный ремонт. Ассоциация, которая занималась эксплуатацией арены изменила название на Frederikshavn Isstadion A/S и в 2003 году права были переданы муниципалитету города.
Арена стала называться Iscenter Nord - Иссентер Норд.
В том же году была построена ещё одна арена и офисное здание.

### Реконструкция и строительство
Ещё в 80-х годах обратили внимание, что могут возникнуть проблемы с эксплуатацией арены и предполагалось вместо местного ремонта провести реконструкцию всего здания. 
В 2014 году компания Elite Nord Frederikshavn A/S, которая управляет командой Фредериксхавн Уайт Хокс, объявила о получении средств 36 миллионов датских крон для строительства новой арены. 21 миллион выделил муниципалитет
Компания ArkiNord занималась проектированием и строительством и спроектировала новый зал, который будет вмещать 3600 зрителей, 
Реконструкция включала снос существующей конструкции крыши, включая трибуны, подвесные трибуны, кафетерий, а другие постройки.
Было решено, что модернизированный ледовый центр должен быть построен поверх конструкций старого. Сносом части старых сооружений занимались компании Kingo Karlsen A/S и Trigon A/S.

### Открытие
Открытие новой арены состоялось 5 декабря 2014 года.
Был проведён матч чемпионата Дании между Фредериксхавн Уайт Хокс и Оденсе Бульдогс, в котром победили хоккеисты местного клуба со счётом 4 : 2.

## Спортивные мероприятия
- Чемпионат мира по хоккею с шайбой среди женщин 2022